# Begonia madecassa
Espèce
Begonia madecassa est une espèce de plantes de la famille des Begoniaceae.
L'espèce fait partie de la section Nerviplacentaria.

## Répartition géographique
Cette espèce est originaire du pays suivant : Madagascar.